# ウォルトン・ウォーカー
ウォルトン・ハリス・ウォーカー（英語: Walton Harris Walker, 1889年12月3日 - 1950年12月23日）は、アメリカ合衆国の軍人。最終階級は陸軍大将。朝鮮戦争における第8軍の初代指揮官であった。

## 生い立ちと初期の経歴
ウォーカーはテキサス州ベルトンで1889年12月3日に生まれた。ウェストポイントに入学した彼は、愛飲したスコッチ・ウィスキーの商標からジョニーの愛称を得た。1912年にウェストポイントを卒業し、中尉に任官した彼はフレデリック・ファンストン准将の下ベラクルス遠征に従軍する。1916年の米墨国境でのパトロール任務で、彼はドワイト・アイゼンハワーとの友情を深めた。
第一次世界大戦中、ウォーカーは第5歩兵師団に所属しフランスで戦い、その戦功で銀星章を受章した。
戦間期に彼は様々な職務を歴任した。その中には中国での任務やカンザス州フォート・レヴェンワースの参謀学校、ウェストポイントを含む様々な教官職が含まれた。彼の経歴における転機は1930年代中頃に生じた。ジョージ・マーシャル将軍指揮下の歩兵旅団に於いて彼は副官を務め、将来の陸軍参謀総長に強い好印象を与えた。

## 第二次世界大戦
1939年に第二次世界大戦が勃発したとき、ウォーカーは参謀部の戦争計画部門幹部であった。しかし、参謀総長のマーシャルは陸軍機甲部隊を編成する任務をジョージ・パットンに与え、ウォーカーは彼の前ボスに対しパットンの下の指揮官として採用してくれるよう働きかけた。その働きかけは成功し、彼は准将に昇進しパットンの部下となった。1942年には少将に昇進し、第3装甲師団の指揮官として1944年初めにイギリスに転任し、7月にはパットン指揮下の第3軍の一部としてノルマンディーで戦い、最終的には第20軍団を指揮した。
ウォーカーの第20軍団はパットンの有名な8月から9月前半にかけてのフランス横断において重要な役割を果たし、その進軍速度から「幽霊軍団 Ghost Corps」の愛称を得た。このときの功績でウォーカーはパットンとアイゼンハワーの両名から高い称賛を得た。彼は頻繁に前線に赴き、ジープを無謀な速度で運転し、戦車縦隊を指揮し、そのスタイルは彼の師であり、幾人かはアイドルだと言ったパットンのスタイルを真似た物だった。ウォーカーの部隊は終戦までにフランスおよびドイツで激闘を演じた。特にメッツの戦いやバルジの戦い、ドイツ国内への侵攻は激しいものであった。1945年の春に第20軍団はブーヘンヴァルト強制収容所を解放し、最終的には5月にオーストリアのリンツに到達し、そこで終戦となった。ウォーカーは3番目の星を得て中将に昇進した。ウォーカーはアメリカ陸軍においてパットンに次ぐ優秀な機甲部隊指揮官と目され、パットンは彼を「my fightingest son-of-bitch」と賛美した。

## 大戦後
戦後ウォーカーはシカゴに本部を置く第5軍の指揮官に就任する。しかし1948年8月に、彼はロバート・アイケルバーガーの後任として、日本占領軍である第8軍司令官に任命され、東條英機らA級戦犯7名の絞首刑、火葬、遺骨の扱いに関わる執行責任者を務める。ウォーカーは1949年夏から第8軍に対し野戦訓練を実施したが、それが満了する前に朝鮮戦争を迎えることとなった。

## 朝鮮戦争
1950年6月25日に朝鮮戦争が勃発し、韓国軍の劣勢を受けてアメリカが介入を決定すると、第8軍の地上部隊も派遣されることとなった。ウォーカーは7月6日に大邱に司令部を開設、13日に在韓米軍の指揮権を発動し、17日には韓国軍の指揮権の移譲を受けた。十分な戦備を整えておらず、イニシアチブも失っていた米韓軍（後に国連軍となる）は7月20日に大田を失陥、朝鮮半島のほとんど全土を北朝鮮軍に占領されてしまう。ウォーカーはここで「朝鮮戦争で一番重要な判断と決心」と評される洛東江を利用した防御線を策定、北朝鮮軍の攻勢に対する抵抗を行った（釜山橋頭堡の戦い）。ウォーカーは第2次世界大戦において欧州戦線で戦っていたため、太平洋戦線を戦ったマッカーサーと彼のスタッフを主とする国連軍司令部との折り合いは決して良好とは言えなかったが、予備隊を巧妙に抽出、機動、投入することで釜山橋頭堡を守りきり、仁川上陸作戦を経て、国連軍が反撃に転じる下地を作ることに成功した。

## 事故死
1950年12月23日深夜、米第24師団と英第29師団を視察するために、自身が運転する専用の前線視察用ジープで幕僚の中佐とともに、ソウル北方を移動している時に事故は発生した。このとき米第24師団には息子のサム・ウォーカー大尉（のち大将）が所属しており、訪問を兼ねてのものだった。議政府市南方5kmの街道上で、韓国軍第6師団第2連隊所属のトラックと接触事故を起こし横転、車輌の下敷きとなった。野戦病院に収容され、同乗していた中佐は重傷だったが、ウォーカーはほぼ即死の状態だった。死後は陸軍大将に任じられ、アーリントン国立墓地に埋葬された。事故の起きた12月23日は、東條英機ら絞首刑の執行から丁度満二年後の祥月命日（三回忌）にあたる。ウォーカーが落命した時刻までが一致したので、周囲には七士の祟りと思った者もいる。中将の副官は友軍の韓国将校の意見を入れ、興亜観音に七士の墓があると聞き参拝した。話を聞いた伊丹忍礼師は「怨親平等」のもと彼等を温かく迎え、ウォーカー大将（戦死後進級）の霊を丁重に供養した。
皇室からは、12月24日、連合国最高司令部に御使として松平康昌を遣わし、ウォーカー夫人、マッカーサー司令官に弔意を表した。また、12月25日、横浜市中区のウォーカー邸に御使として黒田実を遣わし、天皇、皇后からの花環を供えた。

## 受勲
| Bronze oak leaf cluster                           | 殊勲十字章オーク葉１つ     |
| Bronze oak leaf cluster                           | 陸軍殊勲章オーク葉１つ     |
| Bronze oak leaf cluster · Bronze oak leaf cluster | シルバースターオーク葉２つ |
|                                                   | レジオン・オブ・メリット   |
| Bronze oak leaf cluster                           | 殊勲飛行十字章オーク葉１つ |
|                                                   | ブロンズスターメダル       |
| Silver oak leaf cluster · Silver oak leaf cluster | エア・メダルオーク葉２つ   |
|                                                   | 陸軍称揚章                 |
|                                                   | 第一次世界大戦戦勝記念章   |

- ドイツ占領軍従軍記章
- アメリカ防衛従軍記章
- アメリカ従軍記章
- ヨーロッパ・アフリカ・中東戦役従軍章
- 第二次世界大戦戦勝記念章
- 進駐軍記章
- 朝鮮従軍章
- 大韓民国従事記念章
- 朝鮮戦争従軍章